# Pierre de l'Échaillon

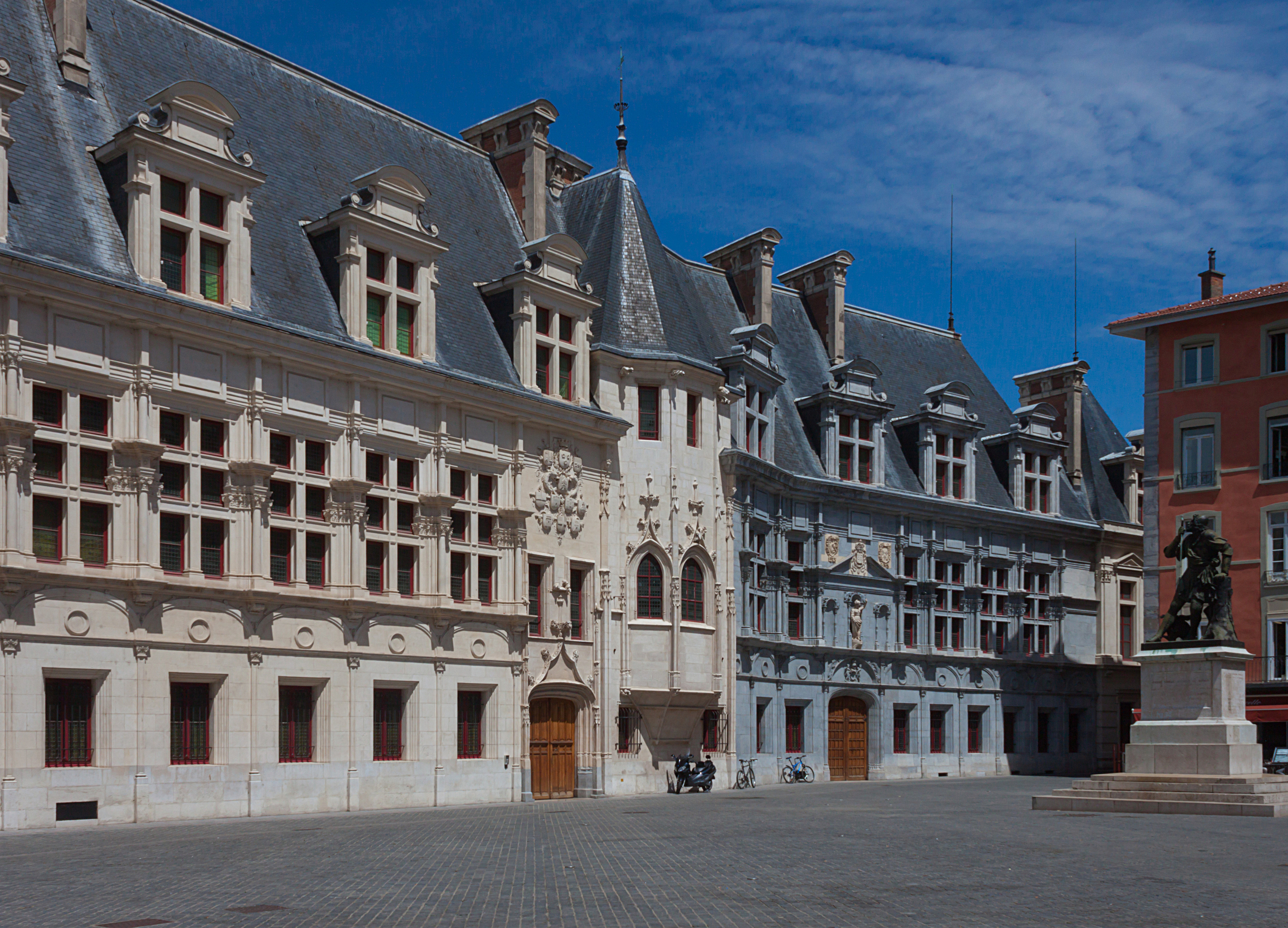
Palais du parlement du Dauphiné en pierre de l'Échaillon-blanc

La pierre de l'Échaillon est une pierre calcaire utilisée en sculpture et dans la construction de bâtiments. On distingue généralement trois types de pierres de l'Échaillon : la rose, la blanche et la jaune. Les pierres rose et blanche sont issues d'une couche sédimentaire du Jurassique supérieur (Séquanien, −155 millions d'années), tandis que la pierre jaune provient d'une couche plus tardive du Crétacé (Néocomien, −140 millions d'années). Le Muséum de Grenoble conserve des spécimens fossiles extraits de la pierre de l'Échaillon.
La pierre de l'Échaillon est la première pierre exploitée de France enregistrée comme heritage stone par l'IUGS-Geoheritage.

## Désignation
La renommée de cette pierre fut telle à une époque qu'un nom commun en fut dérivé, l'échaillon, pour désigner les pierres provenant des carrières de l'Échaillon. On parle de « pierre de l'Échaillon » lorsqu'on utilise le nom propre désignant la provenance géographique, ou simplement de « pierre d'échaillon » ou d'« échaillon » lorsqu'on utilise le nom commun.

## Exploitation
Les échaillons rose et blanc étaient exploités sur la commune de Saint-Quentin-sur-Isère et l'échaillon jaune sur la commune voisine de La Rivière, situées à la pointe nord du massif du Vercors, dans le département de l'Isère, en région Auvergne-Rhône-Alpes.
L'échaillon blanc est la pierre qui a été la plus extraite (environ 65 % du total), suivie de l'échaillon jaune (environ 25 % du total). L'échaillon rose est la pierre la plus rare (environ 10 % du total).

## Caractéristiques
Les échaillons rose et blanc sont réputés adaptés à la sculpture en étant assez durs et très fins, tandis que l'échaillon jaune, très dur avec des veines blanches, se prête au poli. L'échaillon rose est caractérisé par une plus grande teneur en oxyde de fer que les deux autres pierres, et l'échaillon jaune contient davantage de parties sableuses et argileuses.
| Pierre          | Parties sableuses | Parties argileuses | Al2O3 et Fe2O3 | CaO     | MgO    | Perte au feu et produits non dosés |
| --------------- | ----------------- | ------------------ | -------------- | ------- | ------ | ---------------------------------- |
| échaillon blanc | 0,05 %            | 0,15 %             | 0,30 %         | 55,45 % | 0,15 % | 43,90 %                            |
| échaillon rose  | 0,05 %            | 0,10 %             | 0,65 %         | 52,70 % | 2,40 % | 44,15 %                            |
| échaillon jaune | 0,10 %            | 0,25 %             | 0,40 %         | 55,50 % | 0,15 % | 43,60 %                            |

La densité des pierres de l'Échaillon est comprise entre 2,35 et 2,83, et leur résistance en compression varie de 56 à 106 MPa.

## Utilisation
De nombreuses sculptures et constructions ont utilisé la pierre de l'Échaillon, en France et à l'international.
| Pays            | Nombre d’occurrences |
| --------------- | -------------------- |
| France          | 137                  |
| Algérie         | 16                   |
| Belgique        | 11                   |
| Suisse          | 6                    |
| Etats-Unis      | 4                    |
| Grande-Bretagne | 3                    |
| Egypte          | 2                    |
| Pays-Bas        | 1                    |
| Allemagne       | 1                    |
| Pologne         | 1                    |
| Autriche        | 1                    |

En voici quelques exemples remarquables.
À Grenoble :

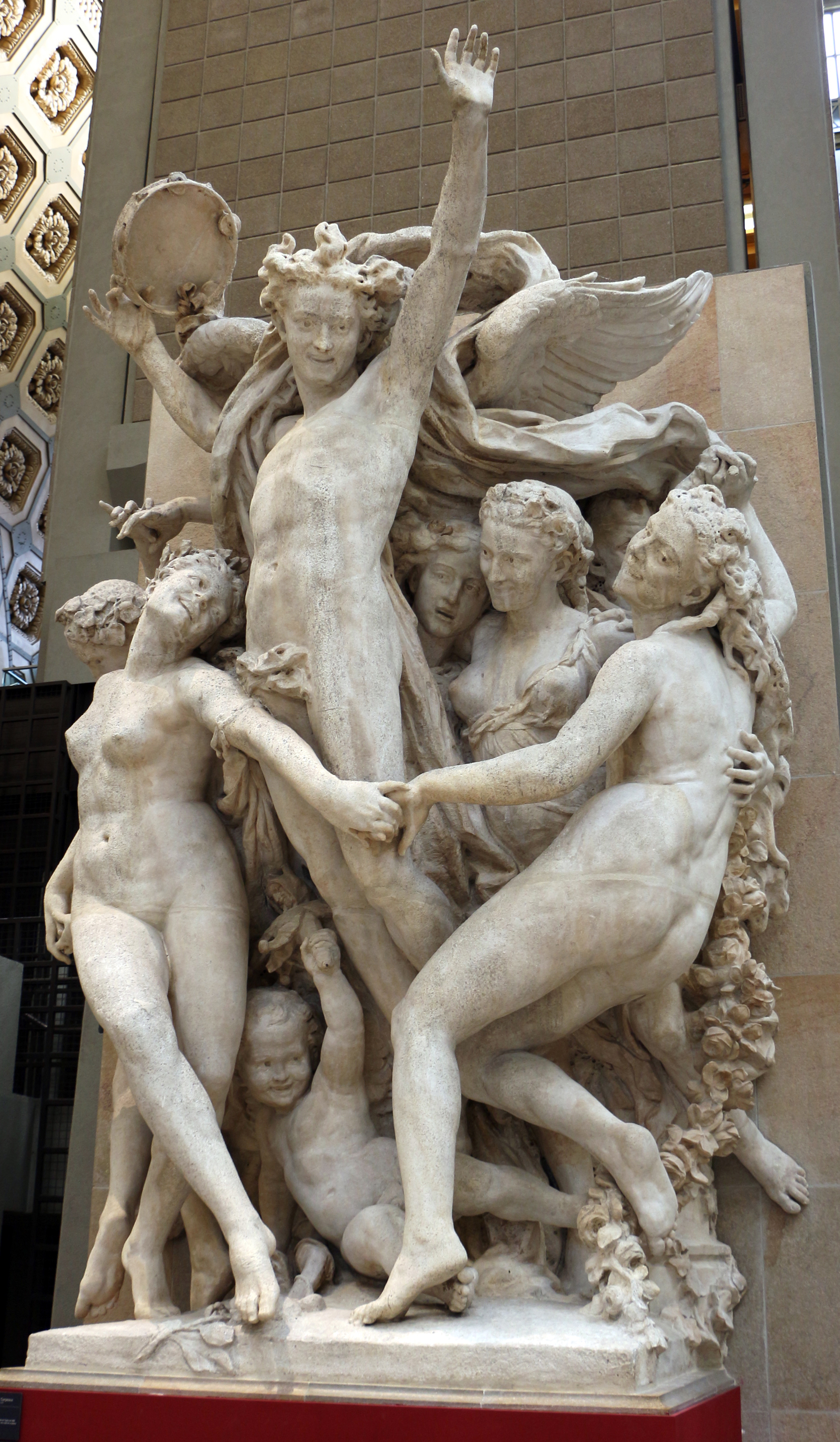
La Danse de Carpeaux (Musée d'Orsay, Paris) réalisée en pierre de l'échaillon blanc

- le Palais du parlement du Dauphiné, pour la partie de la façade construite au XIXe siècle ;
- la façade et les colonnades du Muséum d'histoire naturelle, côté jardin des plantes ;
- les colonnes de l'hôtel de Belmont[6].

En Isère :
- le tombeau d'Ernest Hébert conçu par Alfred-Henri Recoura (La Tronche).

En France :
- les quatre groupes de statues de la façade de l'opéra Garnier, dont La Danse de Jean-Baptiste Carpeaux[7] ;
- les balustrades du pont Alexandre-III[4],[8] (Paris) ;
- une fontaine réalisée par Eugène Molineau à Boulogne-Billancourt ;
- le piédestal de la statue de la fontaine Jean-Baptiste de La Salle (Rouen) ;
- une sculpture de Raoul Lamourdedieu La Laie et ses marcassins, musée des Beaux-arts (Nantes) ;
- une partie de la clôture sculptée du chœur de la basilique de Sainte-Anne d'Auray.

À l'étranger :
- l'hôtel Ritz de Londres, notamment le grand escalier[4] ;
- le hall du grand escalier du musée Carnegie d'histoire naturelle de Pittsburgh (États-Unis)[4] ;
- certaines des dizaines de statues de la façade de l'Hôtel de ville de Bruxelles.